# アレクサンデル・ピアティゴルスキー
アレクサンデル・モイシェイェヴィチ・ピアティゴルスキー（Alexander Moiseyevich Piatigorsky 露: Алекса́ндр Моисе́евич Пятиго́рский、1929年1月30日 - 2009年10月25日）はソビエト連邦出身のユダヤ人哲学者、言語学者、小説家。

## 生涯
1929年、アレクサンデル・ピアティゴルスキーはモスクワで生まれた。父は冶金学のカレッジで技術者および講師として勤務しており、第二次世界大戦では父と共にウラルに疎開し、主任技術者を務める父と共に兵器生産に関する仕事をしていたという。
モスクワ大学では哲学を専攻し、1951年に卒業すると翌年にスターリングラードへ移り高校の歴史教師として働き始めた。1957年にモスクワ東洋研究所で働き始めるとユーリイ・リョーリフの指導下でヒンディー語とタミル語を専門とし、タミル語の辞典の編集に携わった。ピアティゴルスキーはサンクトペテルブルク大学のヒンディー語、タミル語の教授セミョーン・ルーディンと共にこの二言語辞典の共同編集者を務め、1960年に3万8000語を収録して出版されたこの辞書はロシア語のタミル語辞典としては最古のものとなった。彼はまた1960年代にはユーリ・ロトマンが設立したモスクワ・タルトゥ学派の学者の1人となり、文化の記号論の理論的枠組みづくりに参加していた。
1972年、ピアティゴルスキーの師にあたる仏教学者ダンダロンが逮捕された。彼は違法な仏教セクトの運営者であり国際シオニズムとつながっているとされ、教え子からも4人がセクトに関与したとして逮捕された。また、彼のグループで逮捕を免れた人々も失職することになったという。同年、ピアティゴルスキーは友人メラブ・ママルダシュヴィリを主著者として共著『Symbol and Consciousness』を執筆したが、この本が出版されたのは1982年になってからのことだった。
彼は1974年にソ連を離れてイギリスに渡り、当初はオックスフォード大学で教鞭をとっていたが1975年から東洋アフリカ研究学院（SOAS）で講師として働き始めた。1980年代にはBBCのロシア語放送に定期的に出演しており、主に哲学についてコメントしていた。1990年にはSOASの南アジア古代史教授に任命された。また、2000年にロシア語で執筆した小説でアンドレイ・ベールイ賞を受賞した。
2001年にSOASを退職した。2009年に亡くなるまでの3年間、ロシアから来る人々向けのセミナーを毎月開催していたという。

## 人柄・エピソード
チューダー・パーフィットによれば、ピアティゴルスキーは著作の出版を時間の無駄と考えていた。このような考え方は教授への昇進には不利だったが、オックスフォード勤務時に友人関係を築いた哲学者アイザイア・バーリンが直接干渉したことで1990年に教授に任命されたという。
ソビエト連邦では人権に関する運動に参加していた。1964年にユダヤ系ロシア人の詩人ヨシフ・ブロツキーに5年の国内流刑が科されたが、パーフィットによればブロツキーはピアティゴルスキーの友人だったという。翌年1965年には作家のユーリー・ダニエリとアンドレイ・シニャフスキーが裁判にかけられた。この悪名高いシニャフスキーとダニエルの裁判には作家への人権侵害を嘆いて多数の知識人が書簡を送ったが、ピアティゴルスキーもその内の1人だったという。また、プーシキン広場で行われた最初の人権デモにも参加していたという。

## 肩書
- 東洋アフリカ研究学院 - 南アジア古代史教授（1990年 - ）[1]

## 著書
- メラブ・ママルダシュヴィリ; アレクサンデル・ピアティゴルスキー (1982) (ロシア語). Символ и сознание (Symbol and Consciousness). エルサレム: I. Maler and V. Glozman. OCLC 10811672[1][5]
- “Buddhist Philosophy of Thought”. Includes bibliography. London: Curzon. (1984). pp. 224-227. ISBN 0700701591[6]
- Mythological deliberations : lectures on the phenomenology of myth. Jordan lectures in comparative religion. 15. SOAS. (1993). ISBN 0728602113[7]
- Who's Afraid of Freemasons?. Harvill. (1997). ISBN 1860460291[8]
- Thinking and Observation（2002年）
- Introduction to the Study of Buddhist Philosophy（2007年）

### 小説
- The Philosophy of One Street（1994年）
- Remember the Strange Person（1999年）
- An Ancient Man in the City（2001年）